# City-Pier-City Loop 2003
De 29e editie van de City-Pier-City Loop vond plaats op zondag 29 maart 2003.
Bij de mannen snelde de Keniaan Joseph Ngolepus naar de overwinning in 1:00.56. Hij versloeg hiermee zijn landgenoot Yusef Songoka, die twee seconden later over de finish kwam. Salim Kipsang maakte het Keniaanse podium compleet door derde te worden in 1:01.02. De wedstrijd bij de vrouwen werd door de Belgische Marleen Renders in haar voordeel beslist. Zij finishte als eerste in 1:09.54. 
Het evenement was ook het toneel van het Nederlands kampioenschap halve marathon. De nationale titels werden gewonnen door Koen Raymaekers (vijftiende in 1:03.22) en Annelieke van der Sluijs (vierde in 1:13.51).

## Uitslagen

### Mannen
| rang   | naam                 | land | tijd    | NK    |
| ------ | -------------------- | ---- | ------- | ----- |
| Goud   | Joseph Ngolepus      | KEN  | 1:00.56 |       |
| Zilver | Yusef Songoka        | KEN  | 1:00.58 |       |
| Brons  | Salim Kipsang        | KEN  | 1:01.02 |       |
| 4      | Luke Kibet           | KEN  | 1:01.10 |       |
| 5      | Samson Loywapet      | KEN  | 1:01.44 |       |
| 6      | Francis Kibiwott     | KEN  | 1:01.50 |       |
| 7      | Abdelfattah Aitzouri | MAR  | 1:02.04 |       |
| 8      | Musa Kipkemboi       | KEN  | 1:02.08 |       |
| 9      | Wilson Chelal        | KEN  | 1:02.26 |       |
| 10     | Barnabas Cheruiyot   | KEN  | 1:02.27 |       |
| 11     | Peter Raburu         | KEN  | 1:02.28 |       |
| 12     | Giacomo Leone        | ITA  | 1:02.31 |       |
| 13     | Philip Lagat         | KEN  | 1:03.01 |       |
| 14     | Claes Nyberg         | SWE  | 1:03.19 |       |
| 15     | Koen Raymaekers      | NED  | 1:03.22 | 1e NK |
| 16     | Mustafa Mohamed      | SWE  | 1:03.55 |       |
| 17     | Stan Rijken          | NED  | 1:04.02 | 2e NK |
| 18     | Jan-Willem Schaar    | NED  | 1:04.23 | 3e NK |
| 19     | Fransua Woldemariam  | ETH  | 1:04.42 |       |
| 20     | Joakim Johansson     | SWE  | 1:05.00 |       |
| 21     | Stephen Bwire        | TAN  | 1:06.15 |       |
| 22     | Said Kanfaoui        | MAR  | 1:06.34 |       |
| 23     | Tekeye Gebrselassie  | ETH  | 1:06.40 |       |
| 24     | Timothy Karanu       | KEN  | 1:06.43 |       |
| 25     | Peter van Egdom      | NED  | 1:06.46 | 4e NK |

### Vrouwen
| rang   | naam                     | land | tijd    | NK    |
| ------ | ------------------------ | ---- | ------- | ----- |
| Goud   | Marleen Renders          | BEL  | 1:09.54 |       |
| Zilver | Nataliya Berkut          | UKR  | 1:10.26 |       |
| Brons  | Annemette Jensen         | DEN  | 1:11.36 |       |
| 4      | Annelieke van der Sluijs | NED  | 1:13.51 | 1e NK |
| 5      | Anne van Schuppen        | NED  | 1:14.02 | 2e NK |
| 6      | Miranda Boonstra         | NED  | 1:15.42 | 3e NK |
| 7      | Marlies Jongerius        | NED  | 1:16.41 | 4e NK |
| 8      | Connie van den Ouweland  | NED  | 1:17.28 | 5e NK |
| 13     | Susanne Johansson        | SWE  | 1:19.50 |       |
| 14     | Camilla Benjaminsson     | SWE  | 1:20.29 |       |
| 15     | Carla Ophorst            | NED  | 1:21.00 | 6e NK |

1975 ·
1976 ·
1977 ·
1978 ·
1979 ·
1980 ·
1981 ·
1982 ·
1983 ·
1984 ·
1985 ·
1986 ·
1987 ·
1988 ·
1989 ·
1990 ·
1991 ·
1992 ·
1993 ·
1994 ·
1995 ·
1996 ·
1997 ·
1998 ·
1999 ·
2000 ·
2001 ·
2002 ·
2003 ·
2004 ·
2005 ·
2006 ·
2007 ·
2008 ·
2009 ·
2010 ·
2011 ·
2012 ·
2013 ·
2014 ·
2015 ·
2016 ·
2017 ·
2018 ·
2019 (afgelast) ·
2020 ·
2021 (afgelast) ·
2022 ·
2023 ·
2024
1992 · 
1993 · 
1994 · 
1995 · 
1996 · 
1997 ·
1998 ·
1999 · 
2000 · 
2001 · 
2002 · 
2003 · 
2004 · 
2005 · 
2006 · 
2007 · 
2008 · 
2009 · 
2010 · 
2011 · 
2012 · 
2013 · 
2014 · 
2015 · 
2016 ·
2017 ·
2018 ·
2019 ·
2022 ·
2023